# Seymour Hersh
Seymour Hersh   (Chicago, 8 d'abril de 1937) és un periodista d'investigació estatunidenc. Va obtenir el reconeixement internacional l'any 1969 per haver exposat la massacre de Mỹ Lai i el seu encobriment per part del govern estatunidenc durant la Guerra del Vietnam, treball pel qual va rebre el premi Pulitzer d'informació internacional el 1970.
Durant la dècada del 1970, Hersh va cobrir l'escàndol Watergate per a The New York Times, informant també sobre el bombardeig secret dels Estats Units d'Amèrica (EUA) a Cambodja i el programa d'espionatge nacional de la CIA. El 2004, va detallar les tortures a la presó d'Abu Ghraib durant l'ocupació de l'Iraq per a The New Yorker. Hersh ha guanyat un rècord de cinc premis George Polk i dos National Magazine Awards. És autor de nombrosos llibres, entre ells The Price of Power: Kissinger in the Nixon White House (1983), un relat de la carrera de Henry Kissinger que va guanyar el National Book Critics Circle Award.
El 2013, un informe de Hersh va al·legar que les forces rebels sirianes, i no pas el govern de Baixar al-Àssad, havien atacat civils amb gas sarín a Ghuta durant la Guerra Civil siriana, i el 2015, va presentar un relat alternatiu de l'atac dels EUA que va assassinar Ossama bin Laden al Pakistan, en ambdues ocasions generant polèmica i crítiques. L'any 2023, Hersh va al·legar que els EUA i Noruega havien sabotejat els gasoductes Nord Stream en el marc de la invasió russa d'Ucraïna del 2022, i va tornar a provocar controvèrsia. És conegut per l'ús de fonts anònimes, per les quals les seves històries posteriors han estat posades en dubte.

## Obra publicada
- Chemical and Biological Warfare: America's Hidden Arsenal.  Indianapolis: Bobbs-Merrill, 1968. ISBN 978-0-261-63150-2.
- My Lai 4: A Report on the Massacre and Its Aftermath.  New York: Random House, 1970. ISBN 978-0-394-43737-8.
- Cover-Up: The Army's Secret Investigation of the Massacre at My Lai 4.  New York: Random House, 1972. ISBN 978-0-394-47460-1.
- The Price of Power: Kissinger in the Nixon White House.  New York: Summit Books, 1983. ISBN 978-0-671-44760-1.
- The Target Is Destroyed: What Really Happened to Flight 007 and What America Knew About It.  New York: Random House, 1986. ISBN 978-0-394-54261-4.
- The Samson Option: Israel's Nuclear Arsenal and American Foreign Policy.  New York: Random House, 1991. ISBN 978-0-394-57006-8.
- The Dark Side of Camelot.  Boston: Little, Brown & Company, 1997. ISBN 978-0-316-35955-9.
- Hersh, Seymour M. Against All Enemies: Gulf War Syndrome: The War Between America's Ailing Veterans and Their Government.  New York: Ballantine Books, 1998. ISBN 978-0-345-42748-9.
- Chain of Command: The Road from 9/11 to Abu Ghraib.  New York: HarperCollins, 2004. ISBN 978-0-06-019591-5.
- The Killing of Osama Bin Laden.  Londres: Verso Books, 2016. ISBN 978-1-78478-436-2.
- Reporter: A Memoir.  New York: Alfred A. Knopf, 2018. ISBN 978-0-307-26395-7.